# Periferija Atika
Atika (grčki Αττική) je periferija u Grčkoj, pod koju pripada i grad Atena, glavni grad Grčke. Atika je podijeljena u prefekture: Prefektura Atena, Prefektura Pirej, Prefektura Istočna Atika i Prefektura Zapadna Atika.

## Pregled
Smještena na jugu zemlje, Atika pokriva oko 3,808 km². U svojim granicama obuhvaća sljedeće gradove: Atenu, Pirej, Eleusinu, Megaru, Laurijum, Maraton i manji dio poluotoka Peloponez kao i otoke Salaminu, Eginu, Poros, Hidru, Spetses, Kiteru i Antikiteru. Oko 3,750,000 ljudi živi u ovoj periferiji, od kojih je više od 95% stanovnika Atenskog metripolitanskog područja.
Atena je originalno bila glavni grad Središnje Grčke.

## Geografija
Atika je poluotok koji strši u Egejsko more. Prirodno je podijeljena od Beotije na sjeveru 16 km dugim planinskim lancem Kithaironom. Planine odjeljuju poluotok na 3 nizine: Pedia, Mesogia i Thriasia. Planine uključuju Hymettus, istočni dio Geranijskih planina,  Parnicu, Egaleo i Pentelik. Prema sjeveru graniči s Beotskom nizinom a prema zapadu s Korintom. Saronski zaljev leži na jugu i otok Eubeja leži na sjevernoj strani obale. Atenski prvi i jedini veliki rezervar Maratonsko jezero se nalazi na oko 42 kilometra sjeveroistočno od Atene i naziva se Maratonskom branom (prema brani koja se prvi puta otvorila 1920tih). Od toga trenutka to je jezero postalo najvećim atenskim jezerom. Šume pokrivaju područje oko Parnice, Hymettusa i brda i planine na sjeveroistoku i sjeveru (osim samih njihovih vrhova). Planine na zapadu i jugu su travnate, gole i šumovite. 
Atička najdulja rijeka je rijeka Cephisus, a najviša planina je Parnica. Veći atički parkovi se nalaze na Hymettusu, Penteliku, Parnici i južnom dijelu poluotoka.
Prema Platonu, Atičke antičke granice su bile ustanovljene na Istmosu, što se tiče kontinentalnog dijela produljavale su se do vrhunaca Kitarona i Parnasa. Granična linija se dalje spuštala prema smjeru mora, imajući općinu Oropus na desnoj strani a rijeku Asopus kao granicu na lijevoj strani.

## Povijest

### Antika
Antički Atenjani su se hvalili svojom „autohtonošću“, tj. tvrdili su da su oduvijek na Atici. Prava istina je da je Atika od neolitika bila naseljena Jonjanima, jednim od prvih indoeuropskih plemena. Jonjani su bili podijeljeni u 4 plemena i živjeli su u autonomnim zemljoradničkim društvima. Glavna prapovijesna nalazišta su: Maraton, Rafina, Nea Makri, Brauron, Thorikos, Agios Kosmas, Eleuzina, Menidi, Markopoulo, Spata, Aphidnae i Atena. Sva ova naselja su cvjetala većinom tijekom Mikenskog razdoblja. Prema tradiciji tijekom vladavine kralja Kekropa Atika se sastojala od 12 malih zajednica, koje su kasnije bile uklopljene u jedinstvenu atensku državu tijekom vladavine atenskog mitskog kralja Tezeja. Istina je da su se najvjerojatnije tijekom 8. i 7. stoljeća pr. Kr. te zajednice postupno uklopljavale u jedinstvenu atensku državu. Atena je uskoro postala glavni grad unatoč neovisnosti zajednica. Sve do 6. stoljeća pr. Kr. aristokratske obitelji su živjele neovisno u predgrađima. Nakon Pizistratove tiranije i Klistenovih nametnutovih reformi lokalne su zajednice izgubile svoju neovisnost i bile podvrgnute centralnoj vlasti u Ateni. Kao rezultat ove reforme Atika je bila podijeljena u otprilike 100 općina - "dēmoi" (δήμοι) i 3 velike zone: grad (άστυ), koji je obuhvaćao područje centralne Atene, Ymittos, Ealeo i podnožje planine Parnice, obalu (παράλια) koja uključuje područje od Eleuzine do rta Suniona te područje oko grada (εσωτερικό-μεσογαία) sjeverno od Parnice i Pentelika i područja koje okružuje planinu Ymittos. "Dēmoi" su bili podijeljeni u "trittyes" (τριττύες). “Trittya” svakog od gore spomenutih područja je bila sastavljena od plemena. Prema tome Atika se sastojala od 10 plemena.

#### Utvrde
Tijekom klasičnog razdoblja Atena je bila utvrđena sa sjevera utvrdom Eleutherae, koja je ostala gotovo savršeno očuvana. Ostale utvrde su Oenoe, Decelea i Aphidnae. Na obali je Atena bila utvrđena zidinama u Rhamnusu, Thoricusu, Anavyssosu, Pireju, Eleusini i na Sunionu kako bi zaštitila rudnike u Laurijum.

#### Mjesta štovanja
Iako su arheološki ostaci pronađeni skoro na cijelom području atike, najvažniji su oni pronađeni u Eleusini. Obožavanje boginje Demetre i Perzefone, koje potječe iz Mikenskog razdoblja, se nastavilo sve do kasne antike.
Različite druge vrste obožavanja se mogu pratiti sve do prapovijesti. Na primjer: štovanje boga Pana i Nimfi je bilo uobičajeno u mnogim dijelovima Atike, kao što su: Maraton, Parnica i Ymittos.  
Bog vina Dioniz je bio štovan uglavnom u području Icaria, danas predgrađu koje se naziva Dionysus.  Ifigenija i Artemida su bile štovane u Brauronu, Artemida u Rafini, Atena na Sounionu, Afrodita uz Iera Odos i Apolon u Dafni.

### Od kraja antike pa do oslobođenja od Turaka
Još u antici Rimljani su zavladali Atikom. U srednjem vijeku je Atikom vladalo naizmjenično više država: Bizantsko i Osmansko Carstvo i Mletačka Republika.
396. godine, tijekom bizantske vladavine u Atenu su provalili Goti pod vodstvom Alarika. Nakon toga se broj stanovnika Atike smanjio u odnosu na Beotiju.
Povijesno važna mjesta toga razdoblja potječu iz 11. i 12. stoljeća, kada su Franci vladali Atikom. Za vrijeme vladavine Bizanta nije došlo do razvoja Atike, iznimka je jedino veliki manastir Dafni, sagrađen pod Justinijanom. S druge strane građevine građene u 11. i 12. stoljeću pokazuju veći razvoj, koji se nastavlje tijekom vladavine Franaka, koji nisu nametnuli stroga pravila. Tijekom osmanske vladavine Atenjani su za razliku od seljaka Atike uživali neka prava. Osmanlije su posjedovali velika područja na Atici te uz pomoć spahija (σπάχηδες) terorizirali stanovništvo. Atički manastiri su odigrali ključnu ulogu u očuvanju grčke svijesti u selima. Usprkos osvajačima Atika je uspjela očuvati svoje tradicije. To nam potvrđuju očuvani toponimi kao što su Oropos, Dionysus, Eleusina i Maraton. Atenski su se seljaci prvi pobunili na početku Grčkoga rata za neovisnost (travanj 1821.) te zauzeli Atenu koja je predana Grcima u lipnju 1822.

### Atika nakon 1829
Od 1834. Atena postaje novi glavni grad (od 1829. je to bio Nauplion), te polako počinje masivno naseljavanje ovoga prostora, koje je kulminiralo dolaskom grčkih izbjeglica iz Turske nakon Sporazuma u Lausanni kojim je dogovorena razmjena stanovništva. Danas većinu Atike zauzima metropolitansko područje Atene. 
Današnja grčka periferija Atika uključuje područja koja su i u klasičnom razdoblju bila uključena u Atiku, Saronske otoke, mali dio poluotoka Peloponeza oko gradića Troizina te otok Kiteru.

## Klima
Ima tipičnu mediteransku klimu, s toplim suhim ljetom i uglavnom malom količinom padalina. Količina padalina varira od 370 mm do preko 1000 mm. Zime su svježe i uglavnom blage u nizinama uz more, a u planinama oštrije. Snijeg često uzrokuje poremećaje na području Atike, koji su nešto rjeđi na području Atene (posljednji slučajevi su bili u siječnju 2002., veljači 2004. i siječnju 2006.). Najniža zabilježena temperatura u Atici je bila -10.4°C,izmjerena u dijelu Atene, Votanikosu, a najviša temperatura u Tatoiou (zračna luka) +48.7°C. Šumski požari i nagle poplave su običajena pojava.

## Glavne općine
- Acharnés (Αχαρνές) ili Menídi (Μενίδι)
- Agía Paraskeví (Αγία Παρασκευή)
- Ágios Dimítrios (Άγιος Δημήτριος)
- Aigáleo (Αιγάλεω)
- Athína (Αθήνα) (Atena)
- Chalándri (Χαλάνδρι)
- Galátsi (Γαλάτσι)
- Glyfáda (Γλυφάδα)
- Ílio (Ίλιο) (prijašnja Néa Liósia (Νέα Λιόσια))
- Ilioúpoli (Ηλιούπολη)
- Kallithéa (Καλλιθέα)
- Keratsíni (Κερατσίνι)
- Korydallós (Κορυδαλλός)
- Maroúsi (Μαρούσι) ili Amaroúsion (Αμαρούσιον)
- Néa Ionía (Νέα Ιωνία)
- Néa Smýrni (Νέα Σμύρνη)
- Níkaia (Νίκαια)
- Palaió Fáliro (Παλαιό Φάληρο)
- Peiraiás (Πειραιάς) (Pirej)
- Peristéri (Περιστέρι)
- Výronas (Βύρωνας)
- Zográfos (Ζωγράφος)

## Prijevoz

### Prometnice i autoceste
Područje je povezano sljedećim prometnicama i autocestama:
- Grčka nacionalna cesta 1 (autocesta)
- Grčka nacionalna cesta 3 (stara autocesta Atena - Solun)
- Grčka nacionalna cesta 8 (stara autocesta koja povezuje Patras, Peloponez i Atenu)
- Grčka nacionalna cesta 8A (autocesta)
- Grčka nacionalna cesta 79
- Grčka nacionalna cesta 83 (Marathonos Avenue)
- Grčka nacionalna cesta 89
- Grčka nacionalna cesta 91
- Attiki Odos, broj 6 (privatna autocesta), postupno otvarana u razdoblju između 2001. i 2004.
  - Čvor Hymettus (broj 64), otvoren 2004.
  - Čvor Egaleo (broj 65), otvoren 2004., na južnom dijelu još nije dovršen.

### Trajektne linije
Brojne pomorske linije trajekata i "flying dolphins" (brzih plovila), povezuju luku Pirej s otocima Atičke periferije.

### Ostalo
- Atenski javni prijevoz
  - Atenski metro
  - Atiki stanice
  - Proastiakos
  - Atički prijevoz

## Sportovi

### Nogometne momčadi

#### Prva i druga ligaA&B' Ethniki(2006-07)
- AEK - Atena
- Chaidari - Chaidari Atena
- Chalkidona - Chalkidona
- Egaleo FC (or Egaleo) - Aegaleo Atena
- Ethnikos Asteras - Kesariani Atena
- Ethnikos Piraeus - Pirej Atena
- Ilisiakos - Zografou Atena
- Ionikos - Nikaia, osnovana 1965.
- Kallithea - Kallithea (Atena), osnovana 1966.
- Olympiakos CFP (Olympiakos Syndesmos Filathlon Pireos, OSFP) - Pirej Atena *PAE Panathinaikos - Atena
- Panionios NFC - Nea Smyrni (Atena)
- Proodeutiki - Nikaia (Atena)
- Thrasivoulos - Fyli Atena

#### Treća liga
- Acharnaikos - Acharnes (Menidi)
- Agios Demetrios - Atena
- Aias Salamina - Salamina
- Apollon - Atena
- Ilioupoli GS
- Koropi AO
- Vyzas - Megara

#### Juniorska liga/nekategorizirana
- Aittitos - Spata
- Aris Petroupoli - Petroupoli
- Aris Vari FC - Vari
- Artemis FC - Artemis (Loutsa)
- Aspropyrgos
- Gkyziakos - Gkyzi
- Kouvaras AC - Kouvaras
- Olympiakos Papagou - Papagou
- Panelefsiniakos - Eleusina

### Svi sportovi
- Ampelokipoi AC - Atena (u Ampelokipoiu), četvrta liga
- Ethnikos GS - Atena, četvrta liga
- Fokianos Athinon - Atena, četvrta liga

### Mali nogomet
- Malonogometna igrališta – Online rezervacija  Arhivirana inačica izvorne stranice od 18. veljače 2010. (Wayback Machine)
- Malonogometna igrališta i nogometne akademije   Arhivirana inačica izvorne stranice od 7. siječnja 2010. (Wayback Machine)
- Malonogometna/nogometna igrališta

## Bolnice
- Agios Panteleimonas Hospital - Nikaia, Atikakaia
- Eleusis Hospital - Eleusina
- Laikon Hospital - Zografou
- Metropolitan Hospital - Atena
- Tzaneio Hospital - Pirej
- Asklipio - Voula
- Eginition Hospital - Atena
- Evgenidion Hospital - Atena
- Evangelismos Hospital - Atena

## Općine i zajednice
- Popis atičkih općina i zajednica
- Popis atičkih naselja

## Provincije
- Atička provincija - Atena
- Kytherska provincija
- Megarska provincija (Megaris) - Megara
- Salaminska provincija – Salamina, danas dio Pireja

Nekadašnje provincije u italiku više ne postoje.